# NGC 3682
NGC 3682 (другие обозначения — UGC 6459, MCG 11-14-27, ZWG 314.29, KARA 481, IRAS11247+6651, PGC 35266) — линзовидная галактика в созвездии Дракона. Открыта Уильямом Гершелем в 1793 году.
Галактика является изолированной. Она классифицируется как линзовидная, но её точная классификация определена с низкой точностью, в некоторых работах она классифицировалась и как спиральная — так что её относят к пекулярным. В частности, с двух сторон от галактики наблюдаются оболочечные структуры диаметрами около 2 килопарсек. Её параметры лучше всего объясняются тем, что она испытала крупное слияние в возрасте 2,8 миллиарда лет, в то время как сейчас её возраст составляет 8,7 миллиардов лет.
Этот объект входит в число перечисленных в оригинальной редакции «Нового общего каталога».